# Rīyeh
Rīyeh (persiska: ريه, رِيِه) är en ort i Iran.   Den ligger i provinsen Teheran, i den centrala delen av landet, 30 km sydväst om huvudstaden Teheran. Rīyeh ligger 1 035 meter över havet och antalet invånare är 972.
Terrängen runt Rīyeh är platt.Runt Rīyeh är det tätbefolkat, med 276 invånare per kvadratkilometer. Närmaste större samhälle är Eslāmshahr, 9,7 km nordost om Rīyeh. Trakten runt Rīyeh består till största delen av jordbruksmark.